# Julio Meléndez
Julio Guillermo Meléndez Calderón (Rimac, 11 de abril de 1942) é um ex-futebolista peruano que atuava como zagueiro, sendo considerado um dos melhores de seu país na posição.
Depois de vagar por pequenos clubes de seu Peru natal, Meléndez, já um jogador da Seleção Peruana, foi contratado em 1968 pela equipe argentina do Boca Juniors, onde acabou por tornar-se um dos grandes ídolos da instituição. Notabilizou-se como um zagueiro leal, de jogo limpo, no que lhe fez ser aplaudido inclusive por torcidas adversárias - o que chegou a incluir certa vez até a do arquirrival xeneize, o River Plate, em um Superclásico de 1970. Os gritos da torcida boquense que o saudavam eram inclusive "Y ya lo ve, es el peruano y su ballet. Seu estilo rápido e elegante  na defesa que formava com Silvio Marzolini, Roberto Rogel, Rubén Suñé e Orlando Medina  lhe rendeu comparações a outro ídolo estrangeiro bostero na posição, o brasileiro Domingos da Guia.
Os seus primeiros títulos na carreira vieram com o Boca: a Copa Argentina de 1969 e dois campeonatos nacionais, em 1969 e 1970. Meléndez voltou ao futebol peruano em 1973, faturando no mesmo ano seu primeiro título no campeonato local, pelo Defensor Lima, uma das equipes que já havia defendido antes de jogar na Argentina. Sua vitoriosa estadia neste país, todavia, privou-lhe de mais jogos pela Seleção Peruana, em época onde as seleções sul-americanas não costumavam convocar jogadores que atuavam no exterior.
Com isso, Meléndez acabou ficando de fora da Copa do Mundo de 1970, para a qual o Peru se classificou ironicamente sobre a Argentina, e na mesma Bombonera bem conhecida pelo zagueiro - o estádio do Boca fora escolhido justamente por imaginar-se que ali os argentinos conseguiram impôr mais pressão no adversário, que tinha a vantagem do empate; a partida terminou em 2 x 2, no que foi a primeira vez que a Argentina deixou de ir a uma Copa por desclassificação. Meléndez, por outro lado, integrou, já de volta a seu país, o elenco que sagrou-se campeão da Copa América de 1975, o segundo (e último) do Peru na competição. Jogando ao lado de outro ídolo peruano no setor defensivo, Héctor Chumpitaz, chegou a marcar um gol na semifinal, contra o Brasil.
Meléndez aposentou-se em 1977, preferindo parar a despeito do Peru - treinado na época por seu tio, Marcos Calderón -, com ajuda dele nas eliminatórias, ter-se classificado para a Copa do Mundo de 1978, depois de não ter se garantido no mundial anterior.

## Títulos
Boca Juniors
- Copa Argentina: 1969
- Campeonato Argentino: Nacional 1969 e Nacional 1970

Defensor Lima
- Campeonato Peruano: 1973

Seleção Peruana
- Copa América: 1975